# Ajda (ime)
Ajda je žensko osebno ime.

## Izvor imena
Ime Ajda je najlaže povezati z nazivom znane kulturne rastline iz družine žit ajda. Ime Ajda je k nam prišlo iz nemškogovorečih dežel, čeprav ga drugače zapisanega a isto izgovorjenega najdemo domala po vsem svetu . Ime, zapisano kot Aida ali Ayda, izhaja  iz arabščine, kjer je povezano s pomeni »nagrada, darilo oz. korist«. V italijanščini, ki ne uporablja črke j, je ime Aida povezana s pojmom »veselje«. V japonščini se pojavlja kot priimek (相田).

## Različice imena
Ajdina, Adelajda, Hajda, Hajdica, Hajdina, Aeeda, Aída, Aide, Aidee, Ade, Ayeda, Ayeeda, Ida, Ieeda, Ieta in Iyeeda.

## Pogostost imena
Po podatkih Statističnega urada Republike Slovenije je bilo na dan 31. decembra 2007 v Sloveniji 1.414 oseb z imenom Ajda. To ime je bilo po pogostosti uporabe na ta dan na 152. mestu.

## Osebni praznik
Koledarsko je ime Ajda uvrščeno k imenu Adelhajda; god praznuje 12. junija ali pa 16. decembra.

## Znane osebe
- Ajda Kalan, radijska in televizijska napovedovalka
- Ajda Smrekar, plesalka in igralka (Nika Car v Strasti)
- Ajda Perme, novinarka
- Ajda Sitar, miss športa 2009